# Ecsenius monoculus
Ecsenius monoculus és una espècie de peix de la família dels blènnids i de l'ordre dels perciformes.

## Morfologia
- Els mascles poden assolir 5 cm de longitud total.[1][2]

## Reproducció
És ovípar.

## Hàbitat
És un peix marí de clima tropical i associat als esculls de corall que viu fins als 7 m de fondària.

## Distribució geogràfica
Es troba a les Filipines i Indonèsia.